# Mesa Arch
Mesa Arch est une célèbre arche située dans le parc national des Canyonlands en Utah.

## Description
Cette arche est la plus connue du parc. Posée au bord d'un canyon, elle offre un point de vue unique sur un dénivelé de 600 mètres dominant un extraordinaire paysage de canyons. Elle est particulièrement renommée au lever du jour lorsque les rayons du soleil embrasent la voûte de l'arche.

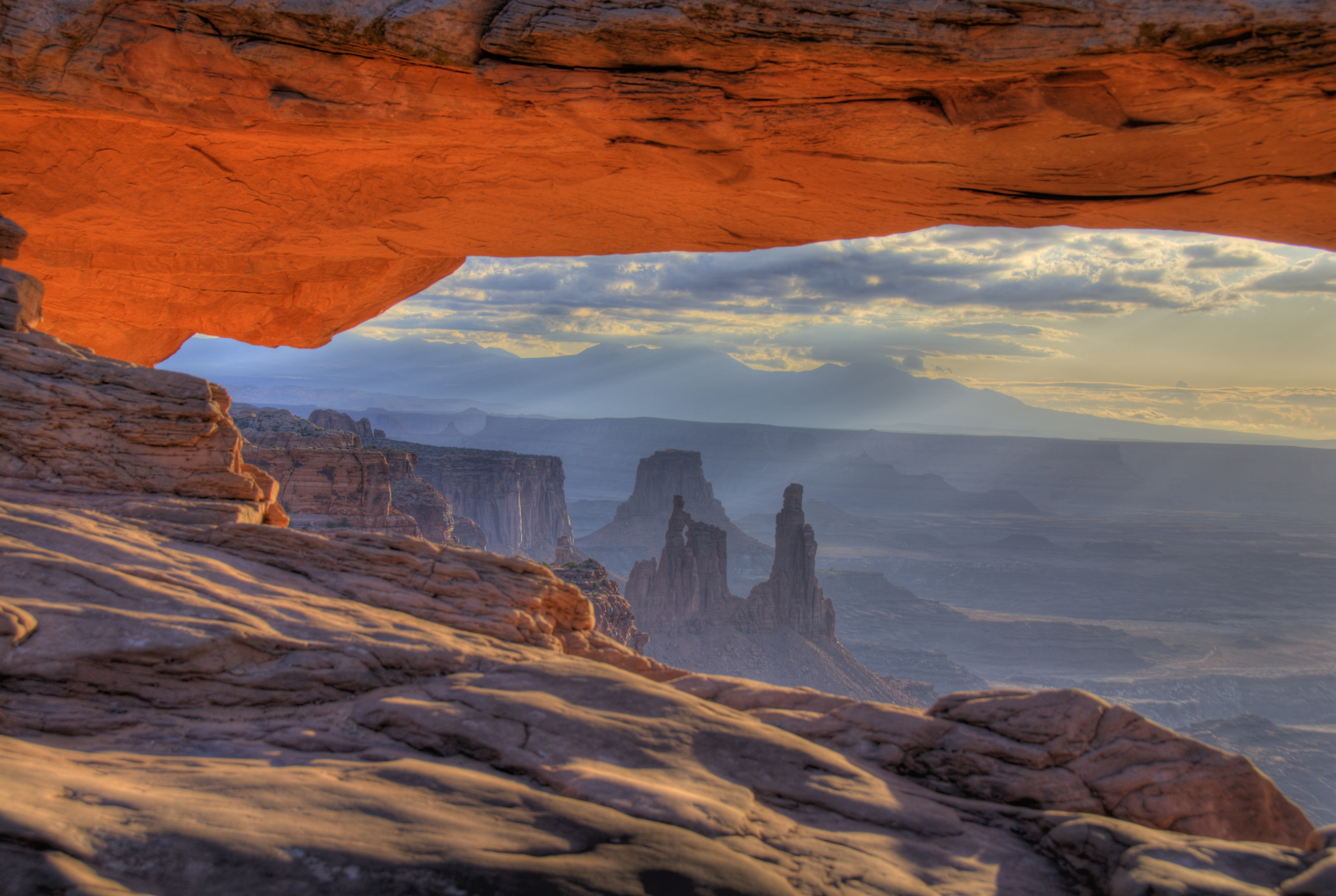
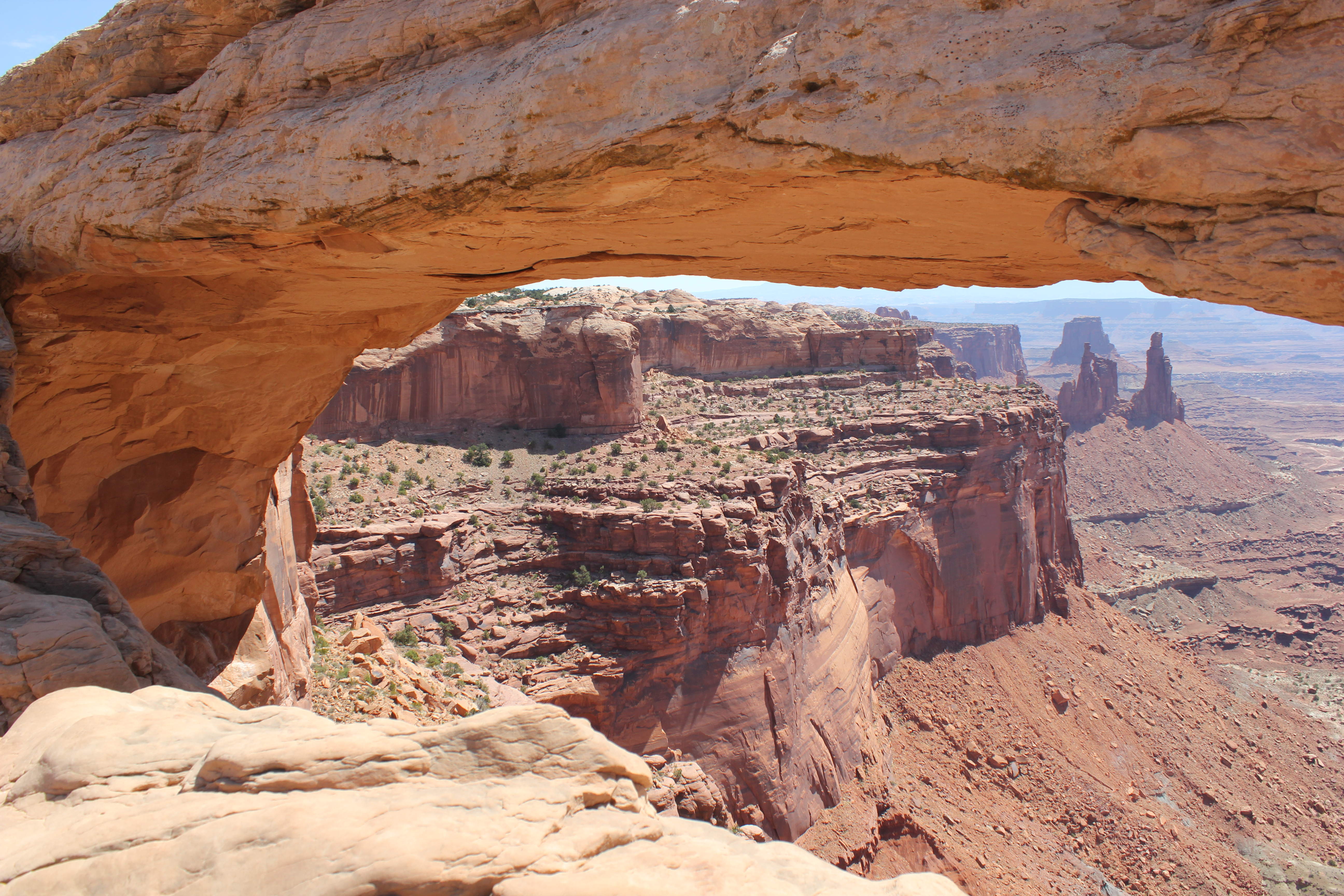
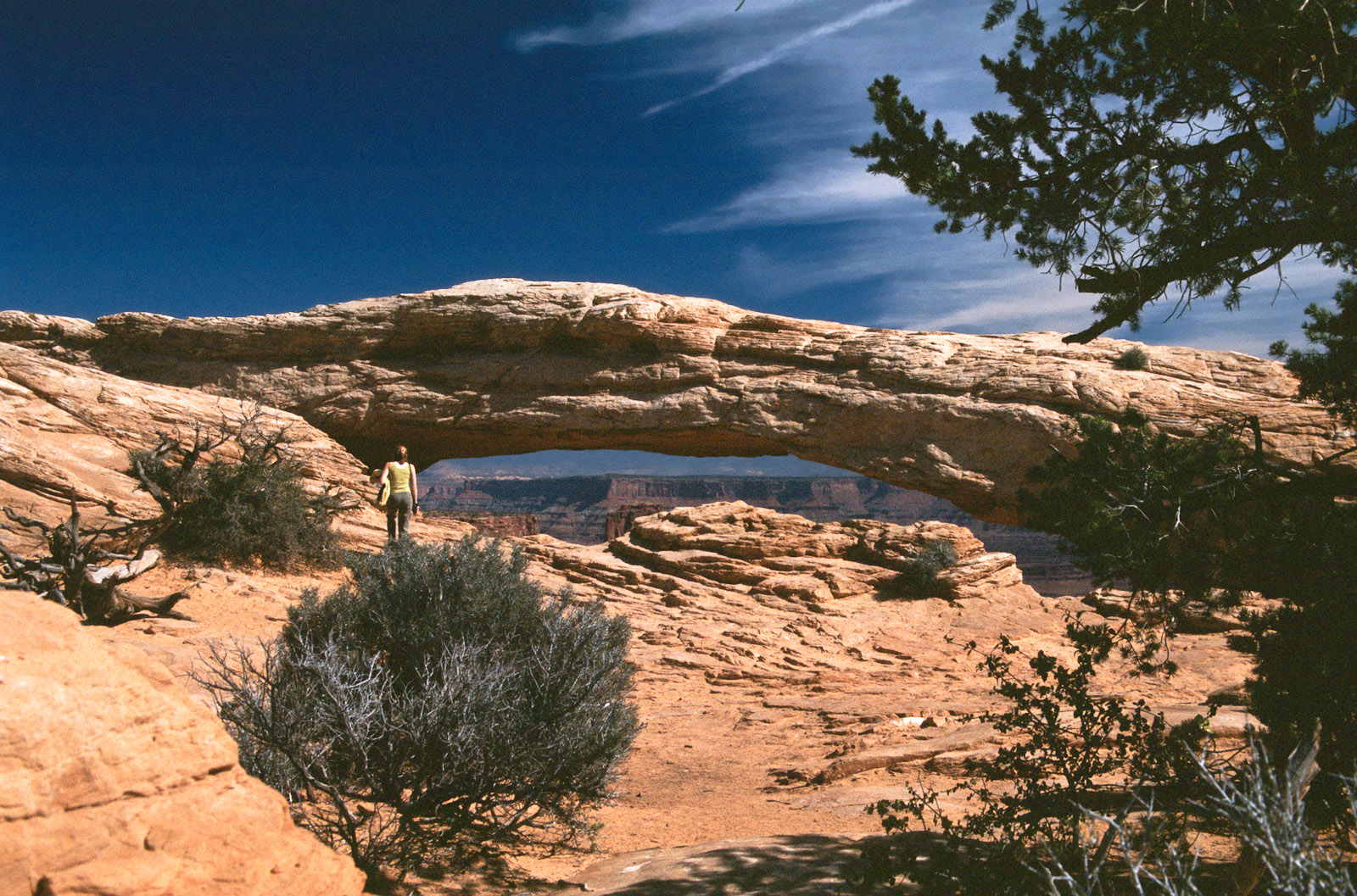
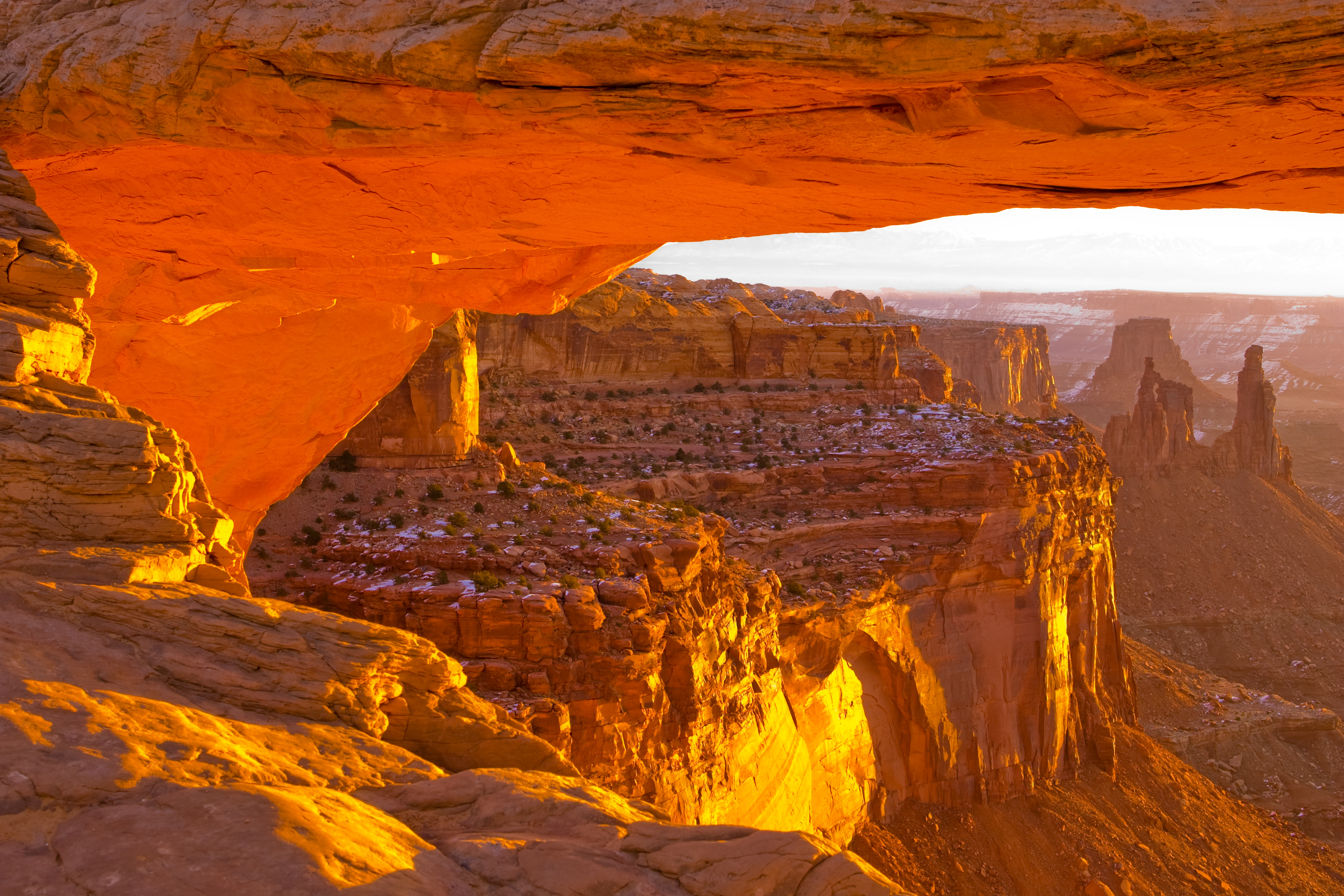
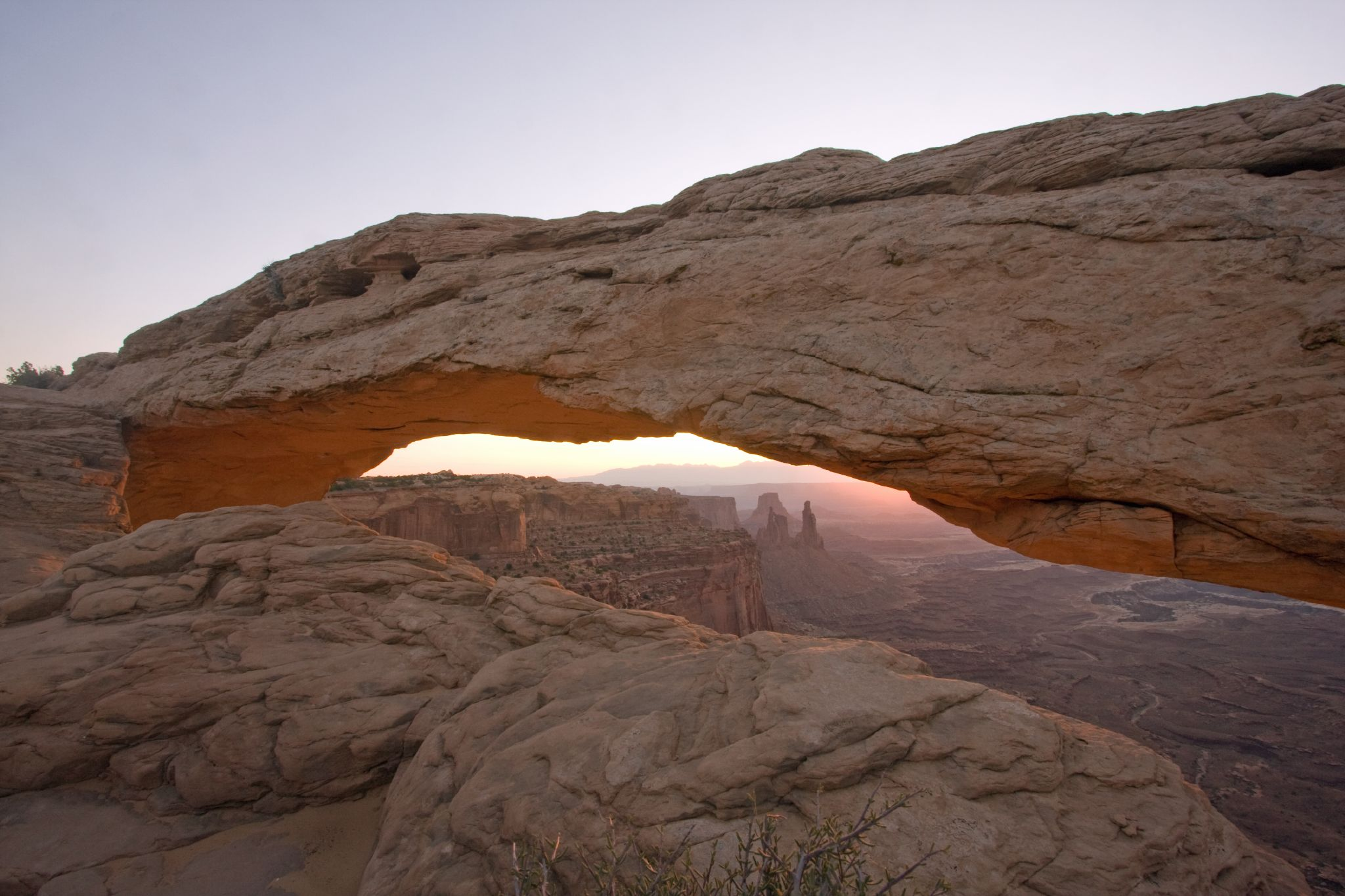
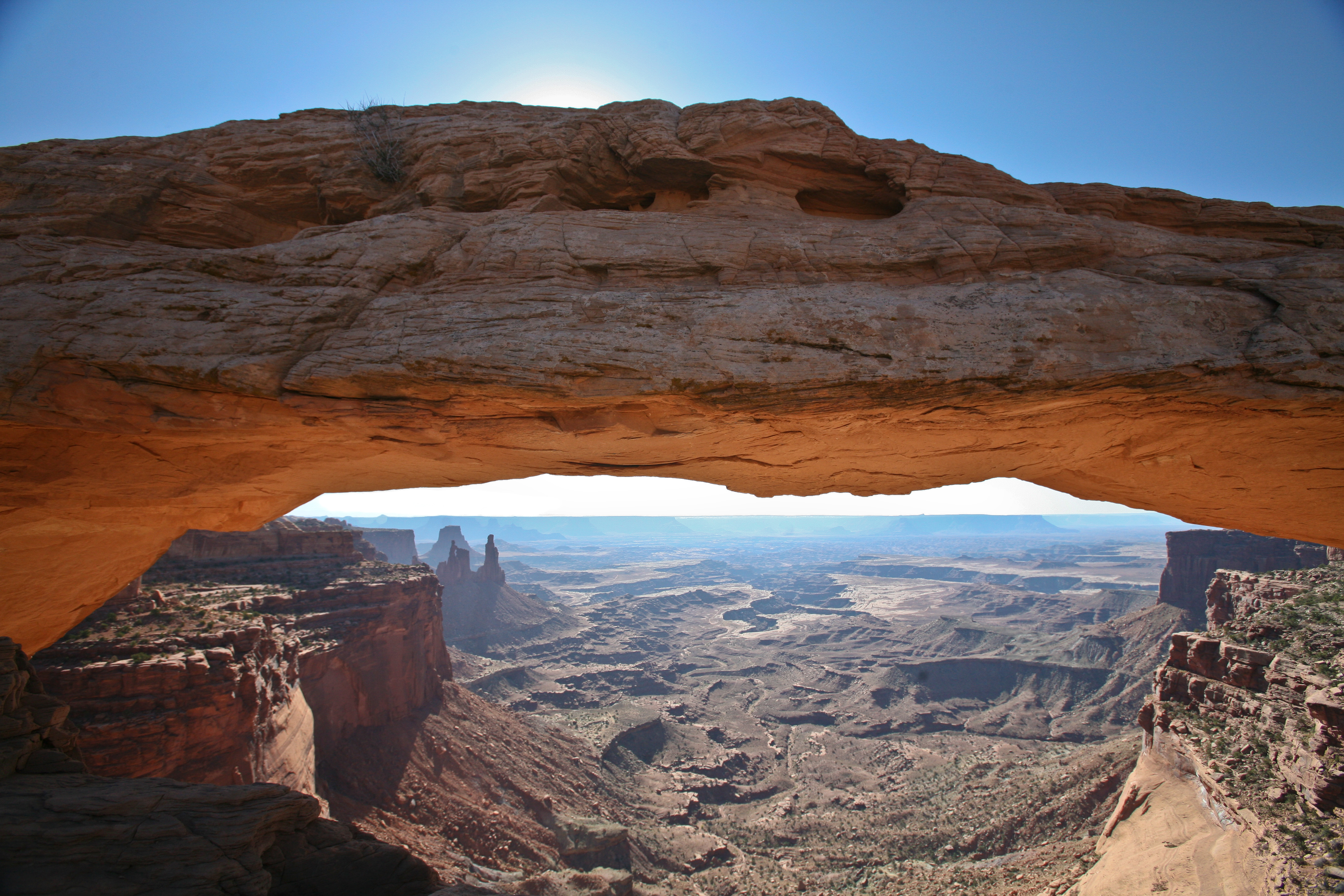

## Anecdote
Elle figure sur l'un des arrière-plans du bureau sur Windows 7 dans la section Paysages.